# Berger du Caucase
 (février 2014).
Si vous disposez d'ouvrages ou d'articles de référence ou si vous connaissez des sites web de qualité traitant du thème abordé ici, merci de compléter l'article en donnant les références utiles à sa vérifiabilité et en les liant à la section « Notes et références ».

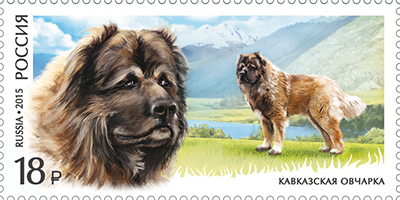
Berger du Caucase sur un timbre postal russe (2015).

Le berger du Caucase (en géorgien : ქართული ნაგაზი Kartuli nagazi, ou კავკასიური ნაგაზი) est une race de chien molossoïde, originaire du Caucase, au versant sud (Géorgie). Au cours de l'histoire, son élevage s'est répandu dans l'ancien empire russe et l'URSS. La Fédération cynologique internationale le reconnaît sous le nom russe de kavkazskaïa ovtcharka (Кавказская овчарка).

## Description

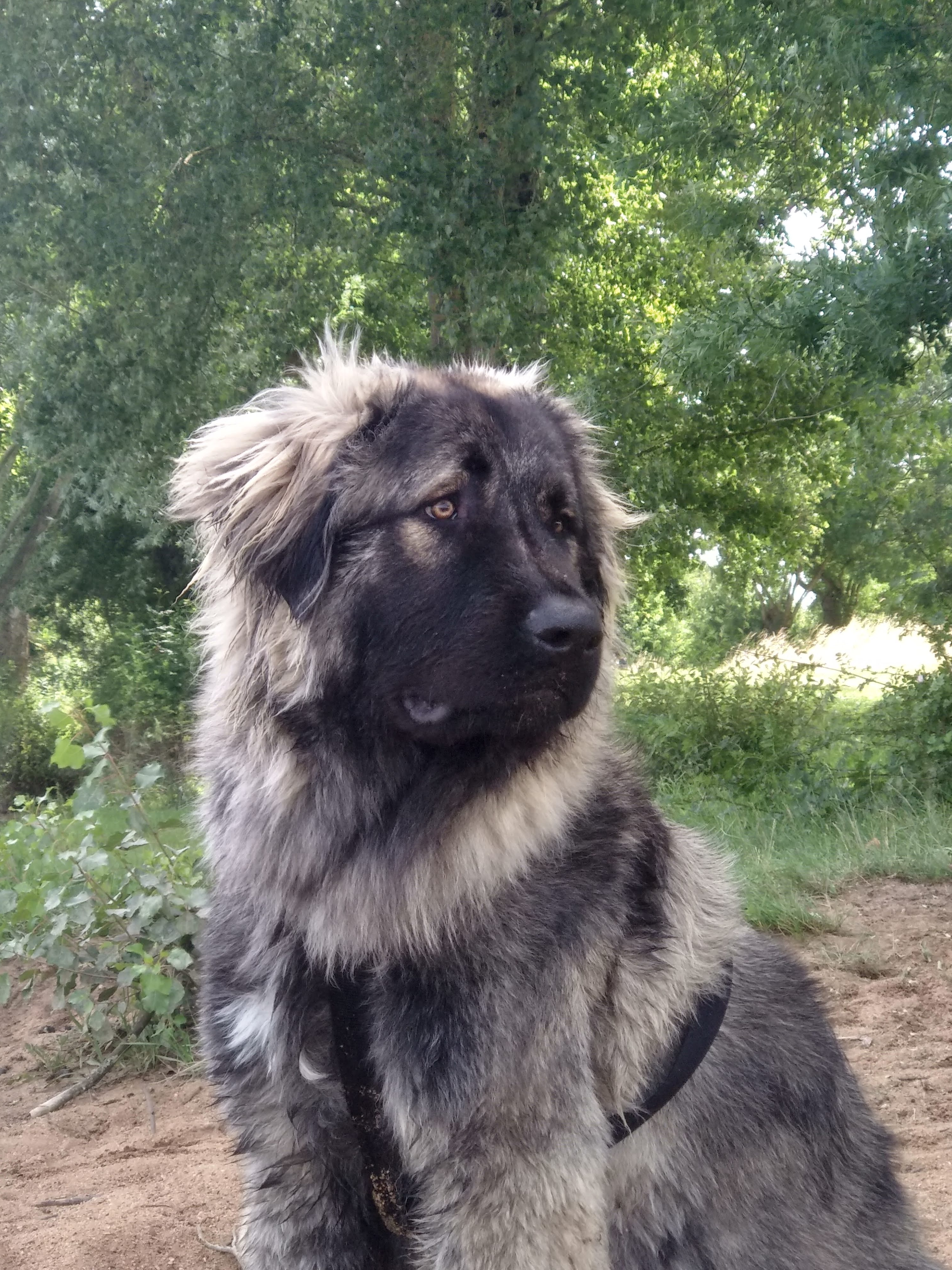
Berger du Caucase - un an (2017).

Le berger du Caucase  est une race très ancienne. C'est un chien rustique, fier et extrêmement courageux pour protéger ceux qui lui sont chers. Ces chiens sont en général réputés comme étant très méfiants vis-à-vis de ceux qu'ils ne connaissent pas, mais ils sont dévoués à leur famille. Ils peuvent vivre dans un environnement très dur, hostile et où sévissent des prédateurs (ours, loup, lynx, etc.)
On peut parfois désigner sous ce nom le Berger géorgien (Berger de Khazbeg, en géorgien: ყაზბეგური ნაგაზი) ou encore le gampr arménien, les deux ancêtres du berger du Caucase. Le berger géorgien a les poils beaucoup plus courts et une queue moins touffue, il est aussi beaucoup plus rare.
On distingue trois types[réf. nécessaire] suivant le poil :
1. Le type de « montagne » : poils de couverture les plus longs. Le poil long sur le cou forme une crinière, sur les régions postérieures des membres, des franges et des culottes. L’épaisse fourrure, qui couvre la queue de toutes parts, la rend grosse et touffue.
2. le type de la « steppe » : couvert d’une fourrure épaisse, très courte, sans crinière, sans franges, sans culottes ni panache de la queue. Il est aussi plus svelte et plus élancé.
3. le type intermédiaire : poil long, mais sans crinière ni franges ni culottes ni panache.

Dans les faits, le standard de la race établi par la Fédération Cynologique Internationale ne reconnaît que le type de montagne, en faisant mention d'un poil long, avec une culotte et une crinière.
Le type influence peu le caractère de ce chien et est plutôt le résultat de variables environnementales. En effet, le type "steppes" travaille plutôt dans les plaines où le climat est moins rigoureux et a donc une fourrure moins importante que son homologue de type "montagne" qui doit résister à des températures bien plus basses.
À noter qu'il n'est pas rare que ces chiens aient les oreilles et même la queue coupées, au départ cela se faisait pour que le chien sente et entende le bruit des pas des loups, lorsqu'il viennent attaquer le bétail, aussi, cela le maintient plus en éveil et le sommeil a tendance à moins le gagner. De plus, lors d'une éventuelle attaque, les oreilles en particulier représentent un point vulnérable puisqu'elles ne sont pas protégées par une épaisse couche de poils et peuvent donc être mordues ou arrachées par un prédateur. Autrefois, cela se faisait dès la naissance du chien, sans matériel tranchant (les oreilles ne tiennent pas fortement à cet âge là) mais de nos jours, on le fait sous anesthésie. Cela est de moins en moins pratiqué d'une part car c'est désormais interdit dans la majeure partie de l'Europe (en France depuis 2004) et c'est reconnu comme un acte barbare envers les animaux et tombant sous le coup de la loi. D'autre part, car cela n'a aucun intérêt en dehors du travail au troupeau.
On peut encore trouver des chiens avec les oreilles coupées principalement dans les pays de l'ex-URSS dont ils sont originaires. Le standard de la race n'invalide d'ailleurs pas l'otectomie contrairement à la caudectomie.
Son caractère protecteur inné en fait un chien à part à ne pas mettre entre toutes les mains.

### Taille et silhouette
La taille et la silhouette font l'objet d'un standard :
- taille
  - femelle : pas moins de 62 cm au garrot[5], pour une hauteur idéale de 67 à 70 cm[réf. nécessaire]
  - mâle : pas moins de 65 cm au garrot[5], pour une hauteur idéale de 72 à 75 cm[réf. nécessaire]
- silhouette
  - femelle : 45 kg minimum[réf. nécessaire], moyenne 60-70 kg
  - mâle : 50 kg minimum[réf. nécessaire], moyenne 60-75 kg

Il n'y a pas de limite maximale de poids et de taille pour cette race[réf. nécessaire]. Certains individus peuvent dépasser les 100 kg mais on parle alors de chiens "hypertype", qui ne représentent pas la normalité au sein de la race. L'important restant une harmonie générale et la santé du chien.

## Histoire
Le nom de berger du Caucase, est un nom assez récent d'après plusieurs sources[Lesquelles ?]. Le berger du Caucase est un croisement entre des bergers géorgiens (Berger de Khazbeg, en géorgien: ყაზბეგური ნაგაზი) et des gamprs arméniens de type montagne (poils longs). On le connaissait en Géorgie, sous le nom de "Tarti" (en géorgien : თართი), comme le précise Soulkhan Saba Orbéliani. Saba précise également que ce chien peut s'obtenir d'un croisement entre un loup apprivoisé et un "Mtzevri" (en géorgien : მწევრი) (un chien des montagnes rapide et imposant), le chien obtenu par ce croisement est, dit-il, préférable au Georgian Shepherd.
Ce type de chien est encore aujourd'hui très répandu en Géorgie, leur pays d'origine, où il joue le rôle de chien de garde des habitations et des troupeaux.
Ils sont également utilisés dans les prisons de Russie pour mater les prisonniers, notamment à la prison du Dauphin noir à Orenbourg.
Ils étaient auparavant utilisés pour la défense de l'Armée Rouge, même si d'autres chiens ont rapidement été préférés pour cette fonction : le Chien de garde de Moscou (en) et le Terrier noir russe.

## Cinéma
Le film finlandais Myrsky (titre français : Un Toutou XXL) relate de façon romancée les aventures d'un berger du Caucase rescapé de l'abattage des chiens de garde du mur de Berlin.